# 小田亮 (動物行動学)
小田 亮（おだ りょう、1967年 - ）は、日本の動物行動学者、名古屋工業大学大学院工学研究科教授。専門は自然人類学、比較行動学。ヒトの利他行動の進化をテーマとし、その背景にある認知的な基盤を実験的に探求している。また、様々な認知バイアスが持つ進化的な機能や、その構造の解明も目指している。

## 来歴
徳島県出身。東京大学大学院理学系研究科生物科学専攻博士課程を修了し、博士 (理学) の学位を取得。京都大学霊長類研究所の教務職員、名古屋工業大学の講師などを経て現職に至る。

## 著書

### 単著
- 『サルのことば 比較行動学からみた言語の進化』京都大学学術出版会、1999年
- 『ヒトは環境を壊す動物である』筑摩書房、2004年。
- 『利他学』新潮社、2011年。

### 共編著
- 橋彌和秀, 大坪庸介, 平石界共編著『進化でわかる人間行動の事典』朝倉書店、2021年。
- 大坪庸介共編著『広がる! 進化心理学』朝倉書店、2023年。

### 訳書
- ティム・バークヘッド著、松本晶子共訳『乱交の生物学: 精子競争と性的葛藤の進化史』新思索社、2003年。
- D.C. ギアリー著『心の起源: 脳・認知・一般知能の進化』培風館、2007年。